# Ludwik Janowski
Ludwik Janowski (ur. 7 sierpnia 1878 w Mławie, zm. 18 listopada 1921 w Wilnie) – historyk kultury i oświaty.

## Życiorys
Studiował na Uniwersytecie Kijowskim, następnie na UJ pod kierunkiem Józefa Tretiaka. Doktorat w 1909. Od 1912 docent, od 1913 profesor literatury ruskiej na UJ (w tym samym roku ustąpił z katedry). Do 1919 był rektorem Polskiego Kolegium Uniwersyteckiego w Kijowie. Od 1919 profesor Uniwersytetu Stefana Batorego w Wilnie. Zajmował się dziejami kultury polskiej na Wschodnich Kresach Rzeczypospolitej. Był też historykiem dziejów Uniwersytetu Wileńskiego.

## Wybrane publikacje
- Uniwersytet Wileński i jego znaczenie, Lwów: Macierz Polska 1903.
- Političeskaâ děâtel’nost Petra Skargi: istoričeskaâ monografìâ, Kìev 1907.
- Lata uniwersyteckie Słowackiego, Lwów: Towarzystwo Nauczycieli Szkół Wyższych 1909.
- Historiographie der Wilnaer Universität, Cracovie 1910.
- Uniwersytet Charkowski w początkach swego istnienia (1805-1820), Kraków: Akademia Umiejętności 1911.
- Ateny Litewskie. Zagajenie kursu pt.: Historya Uniwersytetu Wileńskiego wykład specyalny z fundacyi XX. Lubomirskich miany dnia 23-go i 24-go października 1912 r. na Uniwersytecie Jagiell. w sali Śniadeckich, Kraków: nakładem autora 1912.
- Iwan Gonczarow, Kraków 1913.
- O tak zwanej „Historyi Rusów”, Kraków 1913.
- L’instruction publique en Pologne après les partages, Lausanne: La Pologne et la Guerre 1916.
- Litwa i Polska, wyd. 2, Lausanne 1916 .
- Les théories néo-lithuaniennes et la vérité historique, Lausanne 1916.
- Wilno. Eesquisse historique, Lausanne 1916 .
- La politique Allemande en Lithuanie. 2, Lausanne 1917.
- Rzut oka na usiłowania zrzeszenia pracy umysłowej na Rusi [przemówienie na pierwszem posiedzeniu Towarzystwa Naukowego w Kijowie], Kijów 1918.
- Oświata na Rusi po rozbiorach. Wykład inauguracyjny na uroczystem otwarciu roku akademickiego d. 29 października 1917 r. w Polskiem Kollegium Uniw. w Kijowie, Wilno 1920.
- Historjografja Uniwersytetu Wileńskiego. Cz. 1, Wilno 1921 .
- Wszechnica wileńska 1578-1842, Wilno: L. Chomiński 1921.
- W promieniach Wilna i Krzemieńca, Wilno: J. Zawadzki 1923.
- „W wielkim Lwowie”. Czego trzeba przestrzegać i o czem należy pamiętać w mieście. Krótkie streszczenie przepisów dotyczących codziennego życia mieszkańców miasta, zebrał i wyd. Ludwik Janowski, Lwów 1932.
- Słownik bio-bibliograficzny dawnego Uniwersytetu Wileńskiego, wyd. pod kier. Ryszarda Mienickiego przy współudziale Marty Burbianki i Bogumiła Zwolskiego, Wilno: Towarzystwo Przyjaciół Nauk: z zasiłku Funduszu Kultury Narodowej J. Piłsudskiego 1939.
- Uniwersytet Charkowski w początkach swego istnienia (1805-1820), red. M. Manowa; słowo wstępne J. Książek, W. Bakirow; wstęp L. Zasztowt, W. Krawczenko; tł. z jęz. pol. O. Żurawlowa, tł. z jęz. ukr. M. Manowa, K. Świder, Charków: Majdan 2004.